# Acatisto

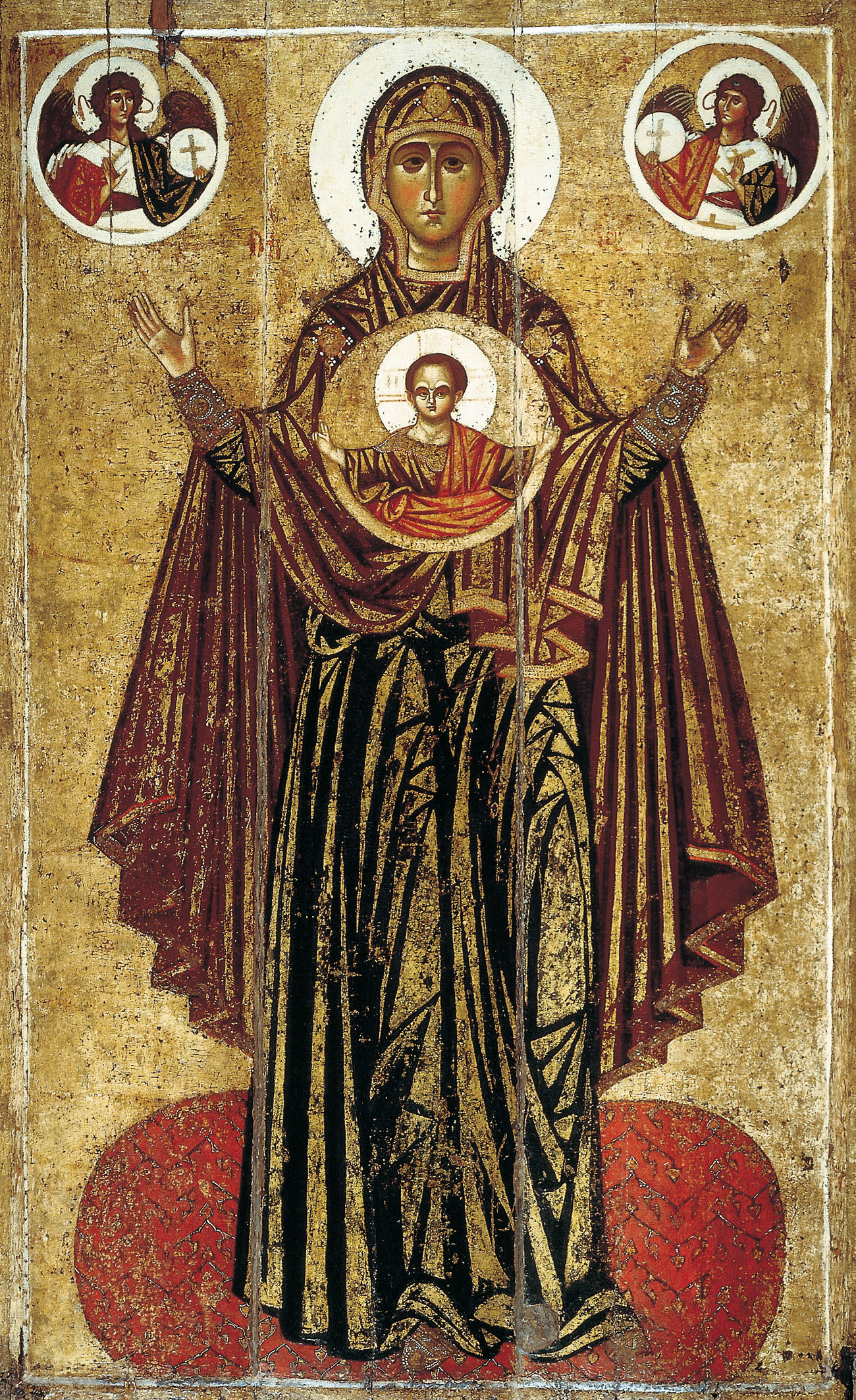
Icono de la Theotokos de la catedral de Yaroslavl.

El Acatisto o también llamado por su nombre original griego akáthistos (Ἀκάθιστος ᾽Υμνός, que significa "que no está sentado") es un himno que es cantado de pie. El "Himno Acatisto a la Madre de Dios", el más conocido de los acatistos, se canta en los servicios especiales de los cinco primeros viernes de la Gran y Santa Cuaresma.

## Origen
El Himno Acatisto es la más grande y célebre composición mariana de las Iglesias de rito bizantino. Ha gozado siempre de una gran estimación entre los fieles, tal como se desprende del hecho de que su uso litúrgico se haya mantenido sin interrupción durante mil quinientos años.
Según el relato del Synaxario, el himno fue instituido para agradecer a la madre de Dios su protección sobre la ciudad de Constantinopla tras padecer el sitio de ávaros y persas en el año 626.
Se cuenta que el patriarca Sergio hizo llevar en procesión, por toda la ciudad, el icono de la Santa Madre de Dios, exhortando a la población a no perder –en aquellos difíciles momentos- la confianza en su protección. Como quiera ser que los intentos de conquista de Constantinopla por sus enemigos, tanto por tierra como por mar, fracasaron milagrosamente -a pesar de las más numerosas y poderosas fuerzas que aportaban a la lucha los bárbaros-, maravillados, los habitantes de la ciudad imperial se dirigieron a la Catedral de Santa Sofía para agradecer a la «Combatiente Poderosa» su infalible intercesión, cantando jubilosamente: «¡Oh, Madre de Dios, somos tus siervos!».
Su peculiar nombre se debe, probablemente, a que el pueblo, careciendo de espacio para sentarse, permaneció de pie ("akáthistos") toda la velada y, en adelante, escucharía siempre este himno en esa posición en honor de la Virgen.
Es posible que el himno estuviera compuesto con bastante anterioridad, puesto que es evidente que no puede ser fruto de la improvisación. Sin embargo, este acontecimiento histórico tan señalado pudo influir para que se fijase la tradición de usarlo como himno de acción de gracias. Así, habría que situar su composición entre finales del siglo V y principios del siglo VI. 
Respecto al autor, se han propuesto varias hipótesis, sin que haya pruebas suficientes para determinar con seguridad la autoría de uno de ellos: entre ellos destacan los patriarcas de Constantinopla Sergio y Germán, Jorge de Pisidia y Romanós el Méloda.

## Características
El Himno Acatisto pertenece al género del Kondakion, compuesto sobre un acróstico alfabético, dando comienzo cada una de las letras del alfabeto griego a cada uno de los 24 versos de que se compone.
Desde el principio, el himno parece haber sido muy apreciado no sólo devocionalmente, sino también en su aspecto poético: así Romanos el Meloda lo toma como modelo para su Himno de la Historia de José, existe también un acatisto del Tránsito de la Virgen muy antiguo y, posteriormente, son numerosos los kondakios a los que sirve como modelo. Se cuenta también con un «Acatisto de la Pasión de Nuestro Señor Jesucristo».
La primera parte del Himno Acatisto a la Madre de Dios relata poéticamente la Anunciación, el Nacimiento y primeras manifestaciones del Hijo de Dios y la segunda parte está constituida por reflexiones teológicas acerca de estos misterios en todas sus aspectos: teológicos, soteriológicos, sacramentales, espirituales y, sobre todo, mariológicos. Se trata de un poema sobre la Encarnación y manifestación del Hijo de Dios y para ello sigue y recrea los relatos evangélicos concernientes a estos hechos.
El Himno Acatisto es insertado en el servicio de Pequeñas Completas junto con el Canon litúrgico, compuesto por san José el Himnógrafo; se suele llamar a todo el conjunto el “Servicio del Acatisto”.